# Triniteitslyceum
Het Triniteitslyceum was een rooms-katholiek lyceum, gesticht door paters Augustijnen en gevestigd aan de Zijlweg in Haarlem.  Het werd officieel geopend op 12 april 1923 maar was al gestart in 1922 en was toen nog gelegen in Overveen, gemeente Bloemendaal, tot de grenswijziging van 1 mei 1927. De school fuseerde in 1988 met het Dom-Helder-Camara-College en de Hoofddorpse Porta Vitae MAVO tot de Katholieke Scholengemeenschap Hoofddorp. Het schoolgebouw aan de Zijlweg werd in maart 1998 gesloopt, om plaats te maken voor het Nova College.

## Paters Augustijnen
Het Triniteitslyceum stond lange tijd onder leiding van paters Augustijnen, die hun scholen niet alleen als onderwijsinstellingen 'sec' opvatten, maar ook als pastoraal werkterrein. Door religieuzen geleide scholen, vonden ze, zouden meer aandacht kunnen geven aan de individuele leerling en de gezinnen waar ze uit kwamen, ook in pastorale zin. Pater dr. Modestus van Straaten o.e.s.a., rector van 1945-1960, sprak tijdens het veertigjarig jubileum van de school over de religieuzen die "disponibel zijn voor allen". Verder zouden religieuzen intensiever zorg kunnen dragen voor een bloeiend schoolleven. 
De Augustijnen kijken op hun website als volgt terug op hun onderwijsgeschiedenis: "De eeuw die pas achter ons ligt, laat zien hoe de Nederlandse provincie van de Augustijnen onmiddellijk na haar oprichting de uitdaging van het, toen nog achtergebleven, katholiek middelbaar onderwijs is aangegaan. Begonnen in Eindhoven met het Gymnasium Augustinianum, behartigden in 1965 een belangrijk aantal Nederlandse Augustijnen het management van zes middelbare scholen: in Eindhoven, het Thomascollege in Venlo, twee in Haarlem (waar vanuit het Triniteitslyceum in de jaren 1950 ook het Mendelcollege ontstond). In Amsterdam-Noord werd het Waterlantcollege gesticht en in Schiedam het Liduinalyceum.  Kenmerkend, ook op de scholen, was de openheid naar niet-augustijnen, in dit geval de docenten. Op het Augustinianum bestond al vanaf het begin van de eeuw - een tijd waarin religieuzen nog een streng gesloten kring vormden - ruim 70% van het onderwijzend personeel uit niet-ordeleden."

## Schoolleven
Het Triniteitslyceum kende inderdaad een bloeiend schoolleven. Centraal stond jarenlang een schoolvereniging die de naam Apostolaatsgemeenschap (AG) droeg en die verantwoordelijk was voor kerst- en paasvieringen, een jaarlijkse nachtelijke pelgrimage te voet en op de fiets naar de bedevaartsplaats Onze Lieve Vrouwe ter Nood in Heiloo, fancy-fairs voor goede doelen, bouwkampen in Frankrijk, maar ook voor dansavonden en community-singings. Er was een jaarlijkse toneeluitvoering en de school had een eigen voetbalvereniging onder de naam SV Alliance '22 en een hockeyvereniging onder de naam MHC Alliance. In de jaren zestig vond er jaarlijks een interscolaire sportontmoeting tussen de zes Augustijner middelbare scholen plaats. In de tweede helft van de jaren zestig, was in de kapel van het klooster de Jongerenkerk Haarlem gevestigd, een initiatief van pater Simon van Beurden o.e.s.a., die in die periode zaterdagavond honderden jongeren uit heel Haarlem trok.

## Bekende leraren
De eerste rector in Haarlem was pater Vlaar o.e.s.a., die model heeft gestaan voor "rector Boddens" in Pieter Bas. De bekende oud-leerling Godfried Bomans schreef dit boek in zijn schooljaren samen met medeleerling en illustrator Harry Prenen. Bomans schreef ook in zijn verhalenbundel Beminde gelovigen over Vlaar, die preekte tijdens de jaarlijkse, nachtelijke bedevaart van de school naar Heiloo.
Tijdens de oorlogsjaren werd de school door de Duitsers als kazerne gebruikt. De latere conrector pater L. Rijkers, een historicus, redde na de bevrijding de Duitse archieven tot en met hele uniformen, waarmee hij aanschouwelijk onderwijs gaf. Een 'foute' leraar, de dichter Gerard Wijdeveld, die sympathie koesterde voor de Duitsers, kon na de oorlog niet meer aan de school terugkeren. Een andere leraar die behoorde tot de oude garde van het lerarencorps en die buiten de school bekendheid kreeg door het vervaardigen van een eigen wiskundemethode voor het middelbaar onderwijs was C.J. Alders (Cor).
Bekende oud-leraren van de school waren de neerlandicus Kees Fens, de filosoof Bernard Delfgaauw en de televisiespreker (‘dagsluiter’) pater Leopold Verhagen o.e.s.a. 
Toen de school in 1962 40 jaar bestond werd na 40.000 lesuren een groots afscheid gevierd van misschien wel de meest legendarische en geliefde leraar (van het eerste uur) Nicolaas Cornelis (Kiek) Andriessen, broer van de musici Willem Andriessen en Hendrik Andriessen en de beeldhouwer Mari Andriessen.
Begin jaren zestig gaf de filosoof Bernard Delfgaauw enige jaren facultatief Hebreeuws.
De oud-onderwijsminister van Suriname Lucien Rens (1955-1956) gaf in de jaren zestig Engels.
In de jaren 60 werd de classica Ria Beckers-de Bruijn de eerste vrouwelijke docente. Ze zou later naam maken als fractieleidster van de PPR en GroenLinks. In 1966 werden voor het eerst meisjes tot de school toegelaten.
Het enige wat nog aan de oude schoolgebouwen herinnert, zijn het kloostergebouw en de voormalige schoolkapel naast de school en de houten kantine.
Bij gelegenheid van een reünie in 2004 werd er een historische en nostalgische site aan de school gewijd.

## Bekende oud-leerlingen
- Hans Asselbergs (1953-2007), musicus;
- Gied ten Berge (1948), socioloog en theoloog, publicist en vredesactivist;
- Godfried Bomans (1913-1971), schrijver;
- Bruno Braakhuis (1961), GroenLinkspoliticus, Tweede Kamerlid;
- Theo Brinkel (1958), CDA-politicus;
- Vincent van Engelen (1947-2025), radiopresentator;
- Henk de Graaff (1947), jurist;
- Brigitte Kaandorp (1962), cabaretière;
- Peter van Koppen (1953), rechtspsycholoog;
- Willem Levelt (1938), psycholinguïst;
- Rick van der Linden (1946-2006), componist en toetsenist (Ekseption);
- Manouk van der Meulen (1961), actrice;
- Geerten Meijsing (1950), schrijver en vertaler;
- Harry Prenen (1915-1992), dichter, illustrator, journalist;
- Mino Raiola (1967), voetbalmakelaar;
- Charles van Rooy (1912-1996), KVP-politicus, minister van sociale zaken en commissaris van de Koningin in Limburg;
- Roger Schouwenaar (1959), voetballer;
- Kees Snel (1951-2010), schrijver en vertaler.